# Menczel Róbert
Menczel Róbert (Karancsalja, 1947. december 29.–) nyugalmazott főiskolai docens, címzetes egyetemi tanár, Jászai Mari-díjas (1993) magyar díszlet- és jelmeztervező.

## Életpályája
Középiskoláit Budapesten és Salgótarjánban végezte el. A Budapesti Műszaki és Gazdaságtudományi Egyetem Építészmérnöki Karán kezdte tanulmányait. 1982-ben elvégezte az Iparművészeti Főiskola belsőépítész szakát. 1981–1982 között a Szegedi Nemzeti Színházban dolgozott. 1982–1985 között a zalaegerszegi Hevesi Sándor Színházban alapítója és tagja volt. 1986–1988 között a Veszprémi Petőfi Színházban tevékenykedett. 1988–1991 között a kaposvári Csiky Gergely Színház tagja volt. 1991–1997 között a zalaegerszegi Hevesi Sándor Színház vezető díszlet- és jelmeztervezője volt. 1997–2001 között a Budapesti Operettszínház vezető tervezője volt. 2002 óta a Kaposvári Egyetem Művészeti Főiskolai Karán oktat, a Látványtervező Tanszék tanszékvezető docense. 2002–2003 között a Magyar Képzőművészeti Egyetem látványtervező tanszék vendégprofesszora volt.

## Színházi munkái
- Madách Imre: Az ember tragédiája
- Wagner: A bolygó hollandi
- William Shakespeare: Othello
- Wilde-Várkonyi: Dorian Gray
- Háy: Appassionata

## Díjai
- Jászai Mari-díj (1993)
- Legjobb díszlet - Pécsi Országos Színházi Találkozó (Lear király, Radnóti Miklós Színház, 2016)[1]